# Kornica Nowa (gromada)
Kornica Nowa (w latach 70. Nowa Kornica) – dawna gromada, czyli najmniejsza jednostka podziału terytorialnego Polskiej Rzeczypospolitej Ludowej w latach 1954–1972.
Gromady, z gromadzkimi radami narodowymi (GRN) jako organami władzy najniższego stopnia na wsi, funkcjonowały od reformy reorganizującej administrację wiejską przeprowadzonej jesienią 1954 do momentu ich zniesienia z dniem 1 stycznia 1973, tym samym wypierając organizację gminną w latach 1954–1972.
Gromadę Kornica Nowa z siedzibą GRN w Kornicy Nowej (w obecnym brzmieniu Nowa Kornica) utworzono – jako jedną z 8759 gromad – w powiecie siedleckim w woj. warszawskim, na mocy uchwały nr VI/10/18/54 WRN w Warszawie z dnia 5 października 1954. W skład jednostki weszły obszary dotychczasowych gromad Kornica kolonia, Kornica Nowa i Kornica Stara ze zniesionej gminy Kornica w tymże powiecie. Dla gromady ustalono 15 członków gromadzkiej rady narodowej.
1 stycznia 1956 gromada weszła w skład nowo utworzonego powiatu łosickiego w tymże województwie.
31 grudnia 1959 do gromady Kornica Nowa przyłączono obszary zniesionych gromad Kobylany i Wólka Nosowska, a także wieś Walim i kolonię Walim ze znoszonej gromady Litewniki Nowe oraz wieś Wyrzyki ze znoszonej gromady Czeberaki w tymże powiecie.
W latach 70. używano nazwy gromada Nowa Kornica.
Gromada przetrwała do końca 1972 roku, czyli do kolejnej reformy gminnej. 1 stycznia 1973 w powiecie łosickim utworzono gminę Stara Kornica z siedzibą w Starej Kornicy.